# Музей коммуникаций (Франкфурт-на-Майне)
Музей коммуникаций (нем. Museum für Kommunikation Frankfurt) — музей во Франкфурт-на-Майне, открытый в январе 1958 года как Федеральный почтовый музей; является одним из первых музеев, расположившихся на городской Музейной набережной; в 1990 году получил новое здание, спроектированное штутгартским архитектором Гюнтером Бенишем: в связи с переездом музей изменил концепцию на более современную, став музеем коммуникации; помимо постоянной экспозиции, регулярно проводит выставки — рассказывает о коммуникации, в том числе и с использованием произведений современного искусства.

## История и описание

### История
Музей имперской почты (нем. Reichspostmuseum) был основан в Берлине сразу после окончания Франко-прусской войны, в 1872 году, по инициативе генерального директора почты Северогерманского союза Генриха фон Стефана. Музей, создававшийся для обучения сотрудников почтовой службы, быстро превратился в известное собрание экспонатов, иллюстрировавших развитие транспорта в целом: от древней истории до новейшей, по тем временам, истории культуры. С началом Второй мировой войны музей был закрыт — как это уже было во время Первой мировой войны; архитектурные особенности его здания делали коллекцию особенно уязвимой для бомб и пожаров. Летом 1943 года самые ценные экспонаты (около половины коллекции) были переданы в другие организации, поскольку в музейном подвале они получали серьёзный ущерб от влаги.
В сентябре 1947 года коллекция, «разбросанная» по многим замкам и шахтам Баварии, была снова собрана и официально передана Главному управлению почты и связи оккупированной Германии. В 1951 году вся коллекция была перевезена из Вальтерхаузенского замка во Франкфурт, где с 1950 года размещалось Федеральное министерство почты и телекоммуникаций (Bundesministerium für das Post- und Fernmeldewesen). В связи с политическими событиями и сложной ситуацией со статусом Берлина возникла идея создать собственный музей почты во Франкфурте — для Западной Германии. Однако у Франкфурта были и конкуренты, изъявлявшие желание разместить музей у себя — помимо Западного Берлина и Бонна, в список претендентов входили такие города как Гейдельберг, Карлсруэ и Дюссельдорф. Выбор, в конце концов, пал на Франкфурт — не только центральный транспортный узел ФРГ, но и город связанный с историей развития почты. Кроме того, новый музей должен был стать и «компенсацией» за переезд Министерства почты и телекоммуникаций в Бонн.
27 января 1955 года архив почтовой службы переехал на виллу «Villa de Neufville» на набережной Шаумайнкай — и сразу же начал выставочную деятельность. Однако полноценное открытие, запланированное на 11 июня, пришлось отложить, поскольку предыдущие арендаторы здания — издательство «Suhrkamp Verlag» и Генеральное консульство Нидерландов — задержались со своим выездом. Наконец, в 1958 году музей был открыт министром федеральной почты Ричардом Штюкленом (Richard Stücklen, 1916—2002).

### Коллекция
Сегодня 44 постоянные тематические выставки музея иллюстрируют развитие коммуникации: от создания первых клинописных табличек до появления наголовных дисплеев; концепция строится вокруг четырёх ключевых направлений: ускорение, создание сетей, контроль и участие. Постоянная экспозиция включает в себя такие разделы как: телевизионная техника, компьютеры, телефоны, почтовые ящики, почтовые вывески, оборудование по сортировке писем, а также — галерею с произведениями искусства. Художественно собрание содержит как классические работы, так и произведения искусства XX века — работы Йозефа Бойса, Макса Эрнста, Эмиля Хюнтена, Адама Янковского (род. 1948), Алексея Явленского, Эдварда Кинхольца, Габриеле Мюнтер и Франца Радзивилла.